# Kineska invazija na Tibet
Kineska invazija na Tibet, masovni vojni pohod oružanih snaga Narodne Republike Kine na susjednu samostalnu i nezavisnu državu Tibet, koji je započeo na jesen 1950. godine, a formalno završio u svibnju 1951. tibetansko-kineskim sporazumom u Pekingu, te postupnim kineskim zaposjedanjem cjelokupnog tibetanskog teritorija i njegovim pripajanjem Kini.

## Pozadina
Planinsko područje Tibeta jedno je od najnepristupačnijih i najrjeđe naseljenih regija na svijetu. Tibet leži na visoravni okruženoj velikim planinskim masivima površine 1,2 milijuna četvornih kilometara, a zbog svog specifičnog položaja u Tibetu je, unatoč teritoriju sličnom europskom kontinentu, sredinom dvadesetog stoljeća živjelo samo tri milijuna stanovnika. U jesen 1950. Tibet iznenada nakratko dolazi u fokus međunarodne javnosti nakon što je komunistička Kina ostvarila dugogodišnje prijetnje i prešla granicu Tibeta, međutim sjena Korejskog rata brzo je prekrila vijesti iz planinske države. Tibet je stoljećima postojao kao samostalna kraljevina i tek u osamnaestom stoljeću dolazi pod utjecaj Kine, a kinesko "pokroviteljstvo" nad Tibetom trajalo je do 1904. godine, kada je Velika Britanija, bojeći se ruskog utjecaja u regiji, iz Britanske Indije izvela invaziju Tibeta. Sporazumom Velike Britanije, Rusije i Kine iz 1907. godine Tibet je privremeno vraćen pod kineski suverenitet, da bi nakon rušenja kineske dinastije Qing Tibet 1911. godine proglasio nezavisnost. Status i granice Tibeta trebali su biti utvrđeni konferencijom u indijskom gradu Simli 1913. godine u nazočnosti predstavnika Tibeta i Kine te tadašnje Britanske Indije, no Kina nije nikad prihvatila sklopljeni sporazum. Nacionalistička Kina godinama je, u razdoblju između dva svjetska rata, vitlala mačem prema Tibetu, no ipak je poštovala sporazum iz Simle. Međutim, nakon pobjede komunista u kineskom građanskom ratu stvari su se izmijenile i u odnosu prema Tibetu. Nekoliko tjedana po uspostavi nove kineske vlade, u siječnju 1950. službeni Peking je pozvao na oslobađanje svih kineskih teritorija u koje je uključen i Tibet. Kineska Crvena armija krenula je na tisuću dvjesto kilometara dug marš do tibetanske granice na koju je, zbog nedostatka kvalitetnih cestovnih komunikacija u kineskoj unutrašnjosti, stigla tek potkraj siječnja 1950., a prva izvješća tijekom kasnog proljeća i početkom ljeta te godine govorila su o pograničnim sukobima na području Tsakalo Batanga i Litanga.

## Kineska invazija
Kina je službeno zatražila od tibetanske vlade početak pregovora oko budućnosti Tibeta, a u namjeri da preduhitri kinesku vojnu intervenciju tibetanska je vlada odredila izaslanstvo za pregovore s Kinezima. Kao mjesto održavanja pregovora izabran je indijski glavni grad New Delhi, gdje je tibetansko izaslanstvo dočekao opunomoćenik kineske strane za pregovore, kineski veleposlanik u Indiji. Kina je tražila od Tibeta priznavanje kineskog suvereniteta i prepuštanje obrambene politike Pekingu, uz obećanje visokog stupnja autonomije unutar Kine, no na instrukcije dobivene iz Tibeta tibetansko je izaslanstvo odbilo predloženo zbog čega su pregovori propali. Dana 7. listopada 1950. četrdeset tisuća kineskih vojnika prešlo je tibetansku granicu, no većina izvješća koja su se probila iz Tibeta u inozemstvo bila je vrlo štura. Službeni je Peking javnosti objavio da je kineska vojska ušla u Tibet "kako bi oslobodila tri milijuna Tibetanaca od imperijalističkog jarma". Kineska je invazija dovela do osuda u međunarodnoj javnosti, a posebno je zabrinuta bila Indija koja je uputila prosvjednu notu Pekingu. Kineska invazija Tibeta vremenski je koincidirala s početkom Korejskog rata te je razmjerno malo pozornosti bilo upućeno pitanju Tibeta, a jer Tibet nije bio član UN-a, početkom studenog 1950. tibetanska je vlada preko posrednika pokušala iznijeti kinesku invaziju pred Ujedinjene narode, no ni jedna od velikih sila nije bila spremna to učiniti. Uvrštenje Tibeta na dnevni red Glavne skupštine UN-a predložio je diplomatski irelevantan San Salvador, no na indijsku je sugestiju to pitanje skinuto s dnevnog reda. Unatoč golemoj brojčanoj nadmoći nad tibetanskim braniteljima, kineska invazija nije tekla glatko. Naime, zbog golemih prostranstava i loših cesta napredovanje u unutrašnjost Tibeta teklo je razmjerno sporo.
Najznačajnija bitka s malom tibetanskom vojskom odigrala se 5. studenog kod utvrde Chamdo, šesto kilometara istočno od glavnog grada Lhase. Kako bi ojačala tibetansku vladu, nacionalna skupština je sredinom studenog 1950. imenovala šesnaestogodišnjeg Dalaj Lamu XIV za državnog poglavara, godinu i pol prije nego što je bilo predviđeno. Izbor Dalaj Lame za tibetanskog poglavara aktualizirao je sukob s drugim konkurentom za tibetanskog duhovnog vođu, dvanaestogodišnjim Panchan Lamom kojega je favorizirala Kina i čiji je prednik otišao u egzil zbog sukoba s Dalaj Lamom. Ubrzo po preuzimanju vlasti Dalaj Lama napušta glavni grad Lhasu i odlazi u grad Dromo blizu indijske granice. Suočena s neizbježnim porazom, u travnju 1951. tibetanska je vlada poslala izaslanstvo na pregovore u Peking, no bez ovlasti da sklope sporazum. Tibetansko je izaslanstvo u Pekingu bilo izloženo snažnom pritisku, zbog čega je 23. svibnja 1951. bez konzultacija s tibetanskom vladom prihvatilo kineski diktat u obliku tzv. Sporazuma sedamnaest točaka. Sporazum je ostavio Tibetu nadzor nad unutrašnjim odnosima, dok su obrana i vanjska politika preneseni u Peking. Kina je prisilila Tibet da se Panchan Lama vrati u Tibet i sudjeluje u podjeli vlasti.

## Pod kineskom okupacijom
Kineske snage su početkom rujna 1951. umarširale u Lhasu, iza čega je slijedila okupacija većih gradova Ruthoka i Gartoka te raspoređivanje jačih kineskih snaga u zapadnim i južnim dijelovima zemlje, čime je dovršena okupacija Tibeta. Dalaj Lama, koji je Sporazum sedamnaest točaka nazvao nametnutim, vratio se u glavni grad Lhasu iz privremenog boravišta u Dromou očekujući da će s kineskim predstavnicima uspjeti ishoditi povoljniji sporazum, no Kina je odbila ući u novi krug pregovora s Dalaj Lamom. Unatoč odbijanju prihvaćanja sporazuma s Kinom, Dalaj Lama 1954. godine ulazi u novu tibetansku vladu i nalazi se na čelu odbora za donošenje novog tibetanskog ustava. Dolaskom kineske vlasti u Tibetu počinju čistke protivnika pekinškog režima, a na američki poticaj u Tibetu 1959. godine izbija oružani ustanak, koji u ožujku iste godine zahvaća i glavni grad Lhasu. No, kineske su vlasti nakon višednevnih borbi uspješno ugušile pobunu, iako su manje ustaničke skupine opstale do 1971. godine, kada ih je prestanak američke vojne pomoći nakon kinesko-američkog zbližavanja ostavio na cjedilu. Nakon gušenja pobune, Dalaj Lama je napustio Tibet i otišao u egzil u Indiju, a Kina je raspustila tibetansku vladu i postavila Panchen Lamu za predsjednika oblasti. Peking je redovito optuživan za teško kršenje ljudskih prava u Tibetu, koji je tijekom sljedećih nekoliko desetljeća uspješno inkorporiran u Kinu te se gospodarski razvio do određenog stupnja.

## Vanjske poveznice
- Članak o invaziji u časopisu Hrvatski vojnik
- Kratka povijest Tibeta